# 日本のボクシング史

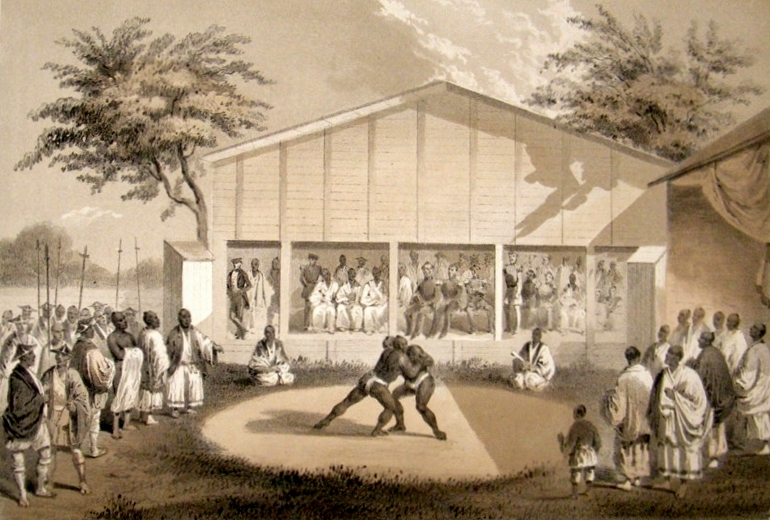
フランシス・L・ホークス編『ペリー日本遠征記』に描かれた、ボクサー、レスラー、相撲の大関による1854年の他流試合の様子。これが日本においてボクシングに関する最古の記録とされているものである。

日本のボクシング史（にほんのボクシングし）の本格的な始まりは渡辺勇次郎が「日本拳闘倶楽部」を開設した1921年とされている。しかし、この競技が最初に日本に伝わったのは、英国でクイーンズベリー・ルールが制定される以前の1854年であった。この時の記録を起点として、日本のボクシングが辿った歴史を概説する。

## 黎明以前
1854年2月（嘉永7年1月）のマシュー・ペリーの2度目の日本来航を記録した1856年の『ペリー日本遠征記』(Narrative of the expedition of an American Squadron to the China Seas and Japan) に、同年2月26日に横浜で行われたペリー艦隊の水兵であるアメリカ人ボクサー1名、レスラー2名と相撲の大関・小柳常吉による3対1の他流試合の様子が記述されている。これが日本におけるボクシングに関する最古の記録となっており、この時、日本に始めてボクシングが紹介された（同じく1854年に田崎草雲とボクシング技術を使うアメリカ人水兵の喧嘩の記録が残されているが、あくまで試合ではなく喧嘩である）。この他、1879年（明治12年）に天覧相撲で鞆ノ平武右衛門に欧米人ボクサーが挑戦した記録もある。これらの他流試合が明治後期から第二次世界大戦後（以下、戦後）にかけて流行した外国人ボクサー（そのほとんどが力自慢の水兵）と柔道家による他流試合興行「柔拳試合」を生み、また、ボクシング技術を学ぶ者を増やしていった。柔拳試合に興味を持った嘉納治五郎の甥の嘉納健治は、1909年（明治42年）に神戸市の自宅に「国際柔拳倶楽部」を設立、日本に立ち寄る外国人船員からボクシングの技術を学んだ。この国際柔拳倶楽部がのちに日本選手権大会を開催する「大日本拳闘会」（大日拳）となる。
これより以前、1887年（明治20年）5月には、プロレスラーになるため3年間渡米していた元力士の浜田庄吉がボクシング技術を習得し、18人のボクサーとレスラーを伴って帰国。見世物として全国を回った。事実上、この浜田が日本最初のボクサーであった。また、「西洋大角力」と銘打ったこの見世物は、内容的には柔拳試合のような他流試合や事前に打ち合わせをしてある試合ばかりで、日本最初のプロレス興行とされているが、ボクシングの試合も行われており、日本最初のボクシング興行とも言える。1896年（明治29年）には、米国帰りの元柔道家・齋藤虎之助が、友人のジェームス北條とともに横浜市に日本最初のボクシングジムである「メリケン練習場」を開設。しかしこれは入門者が定着せず閉鎖されている。
また、大正に流行したアメリカ映画や新聞などでボクシングが紹介されており、一般庶民にも西洋にはボクシングというスポーツがあるという認識が広まっていった。

## 黎明期
1920年代

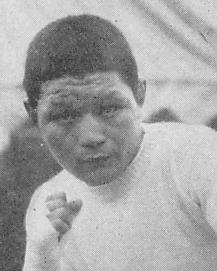
ピストン堀口

旧制真岡中学校を中退し貿易商を目指して上京の渡辺勇次郎はヤング・ワタナベのリングネームで勢いに乗って一年半の間に16連勝無敗（公式記録なし）の快進撃を見せた渡辺の人気は高まり、「キング・オブ・フォアラウンド」のニックネームまでついた（当時のカリフォルニア州は4回戦以上を禁止）1910年1月にはカリフォルニア州ライト級王者ウィリー・ハッパーに挑戦。善戦したものの判定負けで初敗北を喫する。負けじ魂に火がついた渡辺は、同年7月に再びハッパーに挑戦し、判定勝利で雪辱を果たして異国の地でボクシングのタイトルを手に入れることに成功した。1921年に帰国し、同年東京の目黒に日本初の本格的ボクシングジム「日本拳闘倶楽部」（通称「日倶」）を創設。これが日本ボクシングの幕開けとなった。「ボクシングは体育、精神力、国際親善、外貨獲得」に欠かせない国際競技として日倶は本格的ボクシングジムとして多くのボクサーを育成。練習生の中から後の帝国拳闘会（帝拳）創設者・荻野貞行など日本ボクシング繁栄の礎となった人物や拳聖・ピストン堀口などのスター選手を輩出している。また、1922年5月7日には靖国神社境内の相撲場にて「日米拳闘大試合」を主催。以後、翌年の関東大震災まで継続的に開催し、それまで見世物でしかなかったボクシング興行を本格的なスポーツとして定着させた。
1923年2月23日、日倶の師範代であった臼田金太郎が、日倶後援のもと東京・上野の輪王寺の境内で学生拳闘試合を開催した。これが日本初のアマチュアボクシングの試合である。1924年4月26日、東京の日比谷公園音楽堂で日倶主催による初のタイトルマッチとして第1回日本軽体重級拳闘選手権試合が開催され、日本王者が誕生した。1925年には複数の大学に「拳闘部」が創設されると、靖国神社境内の相撲場にて第1回学生選手権が開催された。この大会の成功を受けて、同年5月、渡辺勇次郎を理事長として「全日本アマチュア拳闘連盟」が発足、11月に連盟主催による第1回アマチュア選手権が開催された。1927年6月5日、大日拳主催の第1回日本選手権大会が開催され、11月3日にはボクシング競技が第4回明治神宮競技大会に参加した。
1928年アムステルダムオリンピックにはウェルター級の臼田金太郎とバンタム級の岡本不二が出場した。監督は渡辺勇次郎で、臼田はベスト8に進出した。
1930年代
1930年、東京都文京区で杉林末雄により、杉林運動具製作所としてボクシング用品工場が創業。ボクシング用品の他に野球グローブも製作していた。
その後、日倶がプロ活動に専念するようになり、1931年2月11日に全日本プロフェッショナル拳闘協会が発足したが、翌年には日倶、帝国拳闘会、国際拳闘倶楽部のグループと、大日拳、東京拳闘協会、極東、日米拳のグループの2派に分裂し、全日本アマチュア拳闘連盟のような結束力はなかった。しかし同年7月、拳闘ファンは急増。スター選手の月収は1,000円以上（教員の初任給が15円、米10キロ1円20銭、ざるそば4銭）で、帝国・大日本・日本・東洋など拳闘クラブ（ボクシングジム）も10を超え、税務署が財源として目をつけるほどであった。
1933年4月に読売新聞による日仏対抗戦の開催が決まると国内のジムは全日本拳闘連盟として再び結束した。フランス側の捉え方は親善エキシビションのようなものであったが、同月からの日本代表決定トーナメントでは、それまで関東と関西に分かれていた日倶、帝拳、大日拳から出場した選手が新人・ベテランの区別なく勝ち抜きトーナメントを行い、事実上の初代日本王座決定戦と呼べるものとなり、フライ級で花田陽一郎、バンタム級で大津正一、フェザー級でピストン堀口、ライト級で鈴木幸太郎、ウェルター級で名取芳夫の5人が王者と認定されている。プロ転向後4試合を戦ったのみでまだ早稲田大学の学生であったピストン堀口は準決勝で帝拳荻野道場のテクニシャン橋本淑を破り、決勝ではKOアーチストと呼ばれたベテラン中村金雄を破り、フェザー級で優勝。日仏対抗戦のためにエミール・プラドネルら3人のフランス人選手が訪日する頃、日本のボクシングブームは絶頂期を迎えていた。7月3日に行われたプラドネルと堀口の8回戦は、早稲田戸塚球場に詰めかけた30,000人の観衆の前で引き分けとなり、堀口は日本プロボクシング界の新しいヒーローとなった。
1934年11月には全日本拳闘連盟と東京日日新聞の共催で、第1回全日本選手権決定戦が行われた。それまではアマチュアとプロの区別がはっきりせず、認定団体も単独であったり複数であったりとまちまちであったため、全日本の名の下に全選手が参加した初の大会であった。徐廷権が「エバーラスト拳闘年鑑」で世界バンタム級6位になると連盟は初の東洋選手権を東京で開催し、ライト級の佐藤利一とウェルター級の名取芳夫が東洋王者に認定された。
昭和初期に日本のボクサーはハワイ、カリフォルニア、上海、フィリピンなどへ盛んに遠征した。その中には米国に長期滞在してサンフランシスコやハリウッドなどで戦い、戦前日本人で唯一の世界ランカーとなった徐廷権の他、中村金雄、ハワイで東洋タイトルを奪取した堀口、米国西海岸で強豪とばかり対戦した玄海男らがいる。堀口が連勝記録を47で止められた1937年1月27日の東洋フェザー級タイトルマッチや、玄が堀口を下した1939年5月29日の両選手のリマッチ、堀口が笹崎僙の挑戦を退けた1941年5月28日の一戦は社会的な注目度、訴求力で後の世界タイトルマッチ以上の存在感をボクシング史上に残している。この頃は熊谷二郎やライオン野口らも活躍していた。
1940年代
しかし第二次世界大戦によって、プロデビューしたばかりの白井義男を含む多くの日本人ボクサーが出征。1943年から興行を統轄していた大日本拳闘協会は1944年3月11日に同月28日をもってすべての興行を中止する声明を発表して解散した。1945年には世界タイトルマッチは2試合行われただけであった。

## 世界王者の誕生
戦後のボクシングは東京・新橋駅付近の焼け跡で中村正美が会長を務める国民拳闘倶楽部が開いた青空道場から始まり、進駐米軍の慰問や在日朝鮮人連盟が主催する興行を中心に活気づいていった。戦後初の試合は1945年12月に西宮で行われ、続いて東京でも試合が行われた。『ボクシング・ガゼット』編集長の郡司信夫の提案に乗った「銀座グリル」経営者の長井金太郎が社長となり、1946年6月にはプロモーション会社の日本拳闘株式会社（日拳）が創設され、翌月には東京・銀座木挽町にあった築地東宝劇場を改装し、練習場・試合場を兼ねた日拳ホールが開設された。また同年7月8日には日本拳闘協会が発足。1947年8月には全日本選手権も再開され、6人が王者となっている。
コミッションがなかった時代、試合は主に草試合と呼ばれるドサ回りの興行で行われた。十数人で一座を組んで自ら運んだキャンバスで仮設リングを作ると、もぎりやレフェリー、タイムキーパーなどを選手たちが交代で務め、昼夜2興行を4日続けるようなことをしていた。空腹のあまり真剣に打ち合えなければパンチが当たらなくても意図的に倒れることがあった。しかし中には故意にではなく、試合中に疲労と空腹のあまり気を失って倒れるボクサーもいた。
1950年代

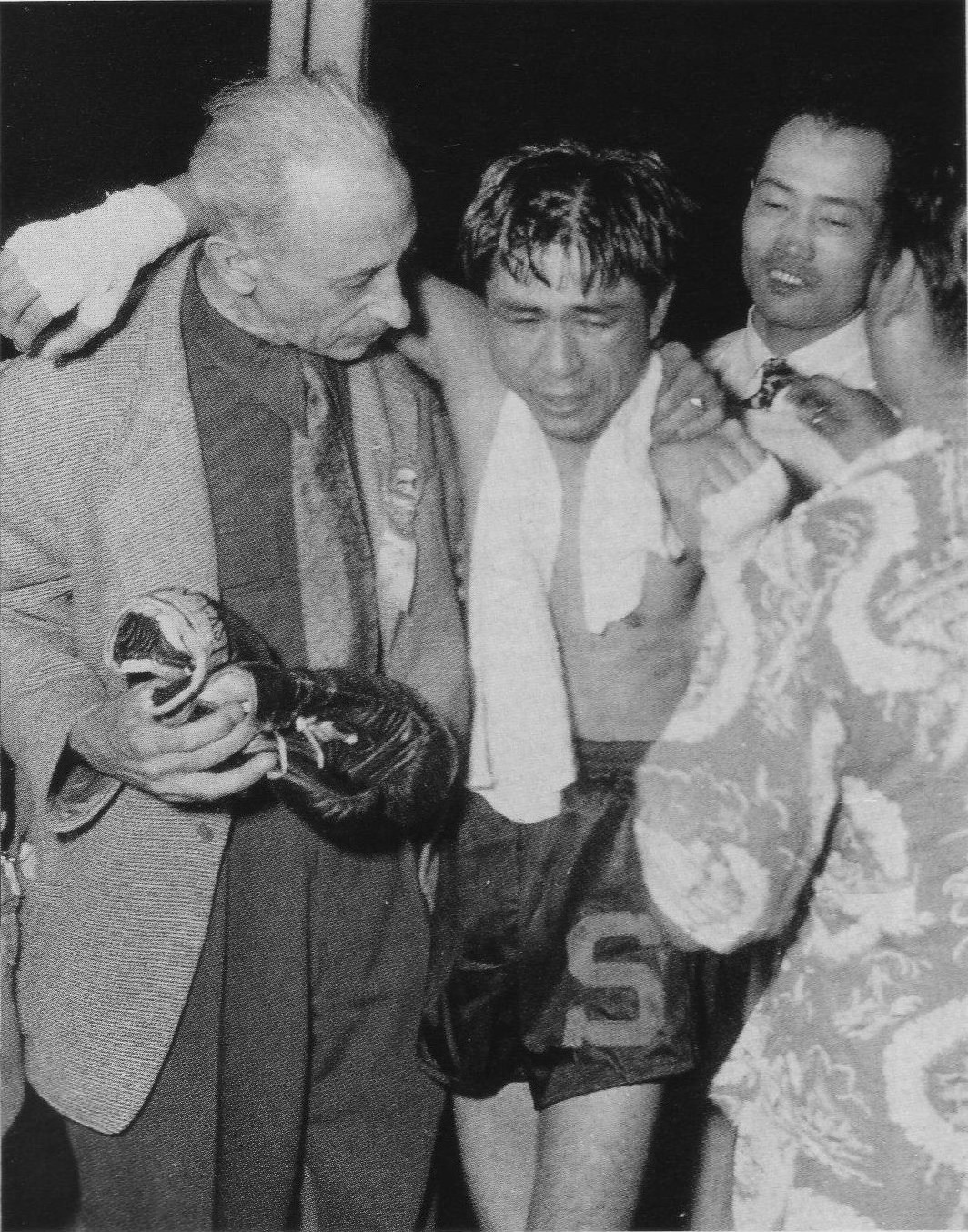
1952年5月、日本人として初めて世界王座を獲得した際の白井義男（中央）とアルビン・R・カーン（左）

進駐軍の生物化学者アルビン・R・カーンのマネジメントや援助を受けて米国式トレーニングを積んだ白井義男は、花田陽一郎、堀口宏を下して日本王座の2階級制覇を成し遂げる。白井がダド・マリノとの2度の対戦を経て世界フライ級1位にランクされ指名挑戦者として世界タイトルマッチ出場可能になると、世界戦実現に不可欠なコミッショナー制度の確立が急務となった。当時は本田明が理事長を務めていた全日本ボクシング協会が協議を重ねた結果、初代コミッショナーには後楽園スタヂアム（後の東京ドーム）社長の田邊宗英、コミッショナー諮問委員には真鍋八千代、喜多壮一郎の2名が選出された。1952年4月21日に東京會舘でJBC（日本ボクシングコミッション）の設立を発表。事務局長には新聞社で編集局長を務めていた菊池弘泰が就任し、試合経過などを掲載した『ボクシング広報』を発行した他、インスペクターには戦前は中村屋群造の名でボクサーとして活躍した丸屋群造が起用された。JBCの設立と同時に、それまでコミッションと協会を兼務してきた全日本ボクシング協会はいったん解散した。白井は1952年5月19日、後楽園球場で45,000人の観衆を前にマリノを下して日本初の世界王者となった。

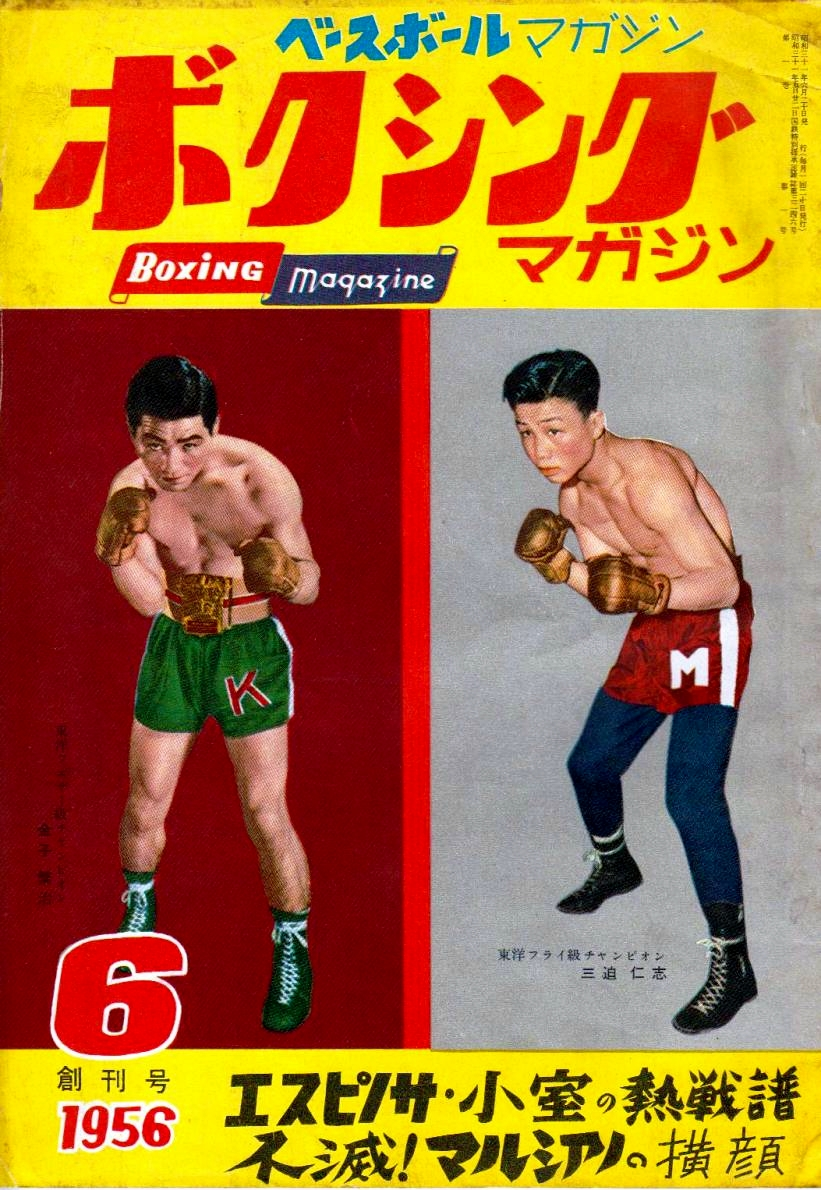
1956年6月、『ボクシング・マガジン』創刊号の表紙を飾った金子繁治（左）と三迫仁志

1954年1月7日、JBCは当時の世界王座統括団体NBA（全米ボクシング協会、後の世界ボクシング協会）に正式加盟。事務局は東京都港区の他、名古屋、大阪、福岡に設置された。またJBCは1954年4月に米国のボクシング専門誌『リング』の編集長ナット・フライシャーを招待。フライシャーの目に留まった金子繁治は同誌が発表する世界ランキングの10位に入った。同年10月27日には田辺の呼びかけで日本、フィリピン、タイの3か国によりOBF（東洋ボクシング連盟、後のOPBF＝東洋太平洋ボクシング連盟）が発足した。
昭和30年代初め、東京での試合は戦前から焼け残った浅草公会堂、下谷公会堂、王子デパート特設リングなどで行われていた。粗末なリングは軋んで揺れ、場内には煙草の煙が立ち込めていた。日本は国際ボクシングビジネスの実績がなく、日本銀行には他国の世界王者に支払える十分な外貨の蓄積がなかった。白井以後、金子繁治、三迫仁志は世界ランカーとなったが世界王座挑戦の機会を得られず、秋山政司は日本ライト級王座を19度防衛しながら、その業績に見合うような報酬を得られなかった。最も存在感を示した矢尾板貞雄が1959年11月5日にパスカル・ペレスに挑戦した世界タイトルマッチは、非公式でテレビ視聴率92.3パーセントを記録したが、王座奪取はならなかった。この頃は、矢尾板に次いで三迫を下した木村七郎やメルボルンオリンピック代表からプロへ転向した米倉健司らも活躍した。
1960年代
1960年ローマオリンピックのフライ級で田辺清が銅メダルを獲得し、日本ボクシング初のオリンピックメダリストとなった。しかし、決勝進出を妨げたのは不運な判定であった。
1960年の新人王戦のフライ級には、原田政彦（のちのファイティング原田）、海老原博幸、青木勝利の3人が登場し、「フライ級三羽烏」として知られるようになる。原田と海老原で争われたこの年の東日本新人王決定戦フライ級決勝についてスポーツライターで作家の佐瀬稔は、両者はこの時点で天才的なテクニシャンであり、彼らの見せた攻防の技術、的確なパンチ、優れた戦術、敗北を恐れない勇気は、日本で行われた全公式試合を通じても滅多に見られないものとして、1993年に新人王戦におけるベストバウトと回顧している。3人は後に努力型のラッシャー原田、スマートなカミソリパンチャー海老原、天才肌のメガトンパンチャー青木とそれぞれの個性を発揮していった。

## プロボクシング黄金時代
1962年10月10日には、新人王の実績しかなかったファイティング原田が突如引退した矢尾板の代理挑戦でKO勝利を収め、7年10か月ぶりに日本に世界王座をもたらし、プロ野球のON砲、大相撲の大鵬らと並ぶヒーローとなった。この年、全日本ボクシング協会が改めて発足され、NBAはWBA（世界ボクシング協会）に改称した。
1960年代前半、日本にはかつてないボクシング・ブームが起こり、週に10本以上のプロボクシング中継があった（ボクシング中継#日本における歴史も参照）。関光徳や、原田、海老原、青木の元祖三羽烏、小坂照男、小林弘に加え、アマチュアからは川上林成、高橋美徳らがプロに転向した。TBSが極東ジムと提携して募集した「ボクシング教室」には7,000人が殺到し、沼田義明や石山六郎を輩出した。
原田が王座を失った約8か月後の1963年9月18日、海老原が世界王者となるが、前王者との再戦で王座を失う。しかしこの間にカルロス・オルティス、エデル・ジョフレ、エディ・パーキンス、シュガー・ラモス、フラッシュ・エロルデらの世界王者が防衛戦のために訪日し、日本人挑戦者はことごとく敗れたものの、彼らの試合を観ることで日本のボクシングは向上していった。
1964年、桜井孝雄が東京オリンピックのボクシング競技で日本初となる金メダルをバンタム級で獲得。この頃には日本は世界有数のボクシング市場となっていた。

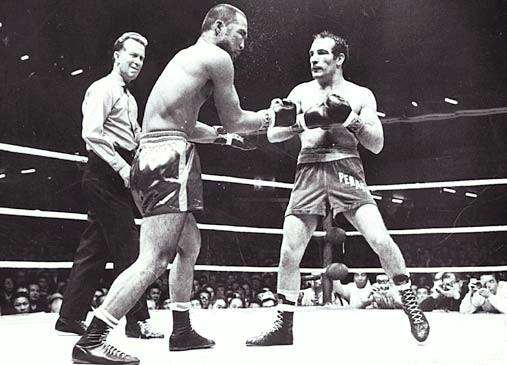
1968年12月、蔵前国技館での藤猛（左）対ニコリノ・ローチェ戦の様子

1965年5月18日、世界王者不在の時期を終わらせた原田は、同時に世界王座の2階級制覇を達成。限られた階級しかなかった当時、日本人として初であり、原田以前に2階級以上を制した王者は全階級を通じて世界に12人しかいなかった。原田が4度の防衛をする間、強打の藤猛、技巧派の沼田義明が世界王者となり、高山勝義、田辺清はいずれもノンタイトルで現役世界王者に勝利した。しかし田辺は世界タイトルマッチを目前に網膜剥離で引退を余儀なくされた。
1967年には王者・沼田と挑戦者・小林弘の間で初の日本人同士による世界タイトルマッチが行われた。試合は赤穂浪士討ち入りの12月14日に設定され、精密機械・沼田、雑草・小林と対照的な両者が舌戦を展開した。前半は沼田がジャブで攻勢をとるが、6回に小林の右クロスを受け、ダウンを喫すると形勢は逆転し、12回に再び右クロスで小林がKO勝利を収めた。この試合は日本の年間最高試合に選ばれている。1968年9月27日に西城正三がロサンゼルスで世界王者を下し、日本初の海外奪取を達成すると、1960年代後半から1970年代にかけての海外遠征ブームは加速していった。
この間、1968年メキシコシティーオリンピックではバンタム級代表の森岡栄治が銅メダルを獲得している。
1970年代
1970年12月11日から1971年7月28日までの時期は、小林弘、西城正三、沼田義明、メキシコで西城に続く2人目の海外世界王座奪取を成功させた柴田国明、大場政夫の5人が同時にプロボクシングの世界王座を保持し、フェザー級とジュニアライト級ではWBA・WBCの両団体世界王座を日本が独占していた。1970年末、11階級に15人いた世界王者の国別分布は、日本が5名、米国が3名、アルゼンチンとイタリアが各2名、フィリピン、メキシコ、英国が各1名であった。一階級違いの現役王者同士であった小林と西城は、1970年12月3日にノンタイトルマッチで対戦し、僅差で小林が勝利。この時期は「日本ボクシングの黄金時代」と呼ばれた。1971年夏から秋にかけて、小林、西城、沼田が次々と王座を失うが、10月には輪島功一が新たに世界王者となり、ルーベン・オリバレスに挑戦した金沢和良が名勝負を演じて日本の年間最高試合に選ばれ、王座流出の雪崩現象とは別に黄金時代は続いた。

## ラテンアメリカの台頭と日本
1970年代に入ると当たり前のように年間10試合以上の世界戦が行われるようになるが、1972年初めから小林、西城、沼田が相次いで引退するとボクシング人気に陰りが見え始める。協栄ボクシングジムの会長・金平正紀は西城をキックボクシングに転向させ、類似競技との兼業を禁じた業界の内部規定違反として全日本ボクシング協会を除名された。金平は4月にモハメド・アリの試合に不明瞭な形で関与したと疑われると、6月には有志とともに別の協会を設立し、業界は分裂した。1973年3月には柴田がハワイで世界王者を下し、原田に次ぐ2人目の2階級制覇を達成。1973年9月にはジョージ・フォアマンとホセ・キング・ローマンによる日本初の世界ヘビー級タイトルマッチが行われた。
小岩のジムで元OPBF王者勝又行雄に手ほどき受けた高築正子は1976年8月、前出の金平の紹介で女子プロボクシングが解禁された米国・カリフォルニア州ロサンゼルスに単身で渡りプロライセンスを取得。9月30日、オリンピック・オーデトリアムにて女子プロボクサー第1号のひとりで後に全日本女子プロレスのリングでデビル雅美と異種格闘技戦を戦ったレディー・タイガーことマリアン・トリミアー相手にデビューするも判定負け。全米ウェルター級5位まで上り詰める活躍をし、一躍話題となる。
1978年に帰国し、女子ボクサーとして初めて日本のリングに上がり、キックボクサー相手に試合を行った。全日本女子格闘技連盟（コミッショナー：山口シヅエ）が認定する全日本女子プロボクシング王座も獲得した。33歳まで現役を続け、通算戦績11戦8勝2敗1分け。
日本ボクシングの黄金時代の5人の世界王者のうち、4人はラテンアメリカのボクサーに王座を奪われていた。1970年代にはラテンアメリカがボクシングの黄金時代を迎え、1975年末に12階級に22人いた世界王者の地域別分布はラテンアメリカが13名、アジアが5名、欧州が2名、アフリカと米国が各1名であった。この時期、ミゲル・カント、アレクシス・アルゲリョ、ウィルフレド・ゴメス、アントニオ・セルバンテスらのラテンアメリカの世界王者が訪日し、ホームで挑戦する日本人ボクサーたちを退けていった。また、日本以外でもロベルト・デュラン、カルロス・サラテらが日本人相手に世界王座を防衛している。ラテンアメリカ勢はやがて世界王座認定団体に支配的な力を持つようになり、統括団体乱立と王座の増殖を引き起こすことになる。

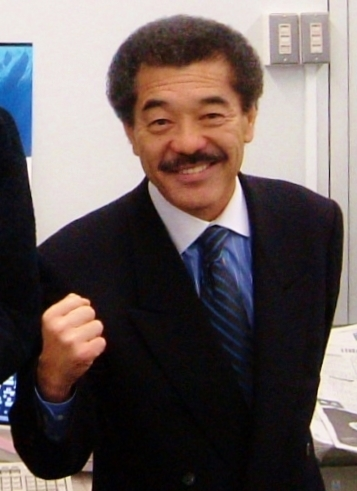
2003年3月の具志堅用高

この間、ガッツ石松、小熊正二（後の大熊正二）、花形進らが世界王者となるが、1976年5月に輪島が王座を失うと日本は現役世界王者不在の時代を迎える。1976年10月9日にロイヤル小林が世界王者となるが、この王座は45日で失われ、小林に1日遅れて世界王者となった具志堅用高が日本最多となる13度の連続防衛を重ね、一時代を築くことになった。1977年には分裂していた協会が統一された。具志堅が5度の防衛を成功させていた頃、各階級で世界王座に挑戦した選手はことごとく退けられ、1978年8月に工藤政志が王者となるまで16連敗を記録していた。
1980年代
1980年1月に中島成雄が王者となると日本はWBA・WBC両団体のジュニアフライ級の世界王座を独占した。この年には大熊がソウルで、上原がデトロイトで、いずれもKO勝利で世界王座を奪取。この頃には再び米国がボクシング界を牽引しつつあった。

## 冬の時代と新鋭たち
1981年に具志堅、上原、大熊が3か月の間に王座を失うと日本は再び世界王者不在の時期を迎えた。同年11月に三原正が米国での王座決定戦で世界王者となり、12月には渡嘉敷勝男が世界王座を獲得するが、渡嘉敷の初防衛戦を前に、彼の所属する協栄ジムの会長・金平正紀が具志堅の対戦相手に薬物を投与していたとされる騒動が起こり、その評価は貶められることになった。1982年4月に世界王者となった渡辺二郎は、1985年12月には韓国で日本人初となる海外防衛に成功した。
1980年代には友利正、小林光二、新垣諭、浜田剛史、六車卓也、井岡弘樹らが世界王者となったが、アジアでプロボクシングをリードするのは経済成長を遂げて1988年ソウルオリンピックを控えた韓国に移っていた。日本開催の世界戦は1983年には10試合（IBFの王座戦は除く）行われていたが、1984年は5試合、1985年は渡辺の防衛戦のみで1961年以来となる2試合しか行われず、1986年も4試合のみだった。1985年11月にはJBCが義務付けた頭部CTスキャン検査の結果、8名が透明中隔腔のために不適格と診断され、引退を余儀なくされている。1987年末のアジア圏では、世界王者が韓国3名、タイ2名、日本1名（井岡）で、OPBF王者は韓国7名 (±0)、タイ2名 (-2)、日本2名 (+2)、フィリピン1名 (±0)、インドネシア1名 (±0) であった（括弧内は前年との差）。ただし、韓国では国内王座、東洋太平洋王座を経て世界王座に挑戦する傾向が比較的保たれ、日本やタイでは東洋太平洋王座を通り越して世界王座に挑戦する傾向が強まっていることを『リン』誌東洋地区リポーターのジョー小泉は指摘している。
1988年3月21日にはマイク・タイソン対トニー・タッブス戦が行われた。タイソンは試合より1か月以上も前の2月17日に日本に到着し、マスメディアは大騒ぎとなった。しかし、1988年11月13日に井岡が王座を失うと日本には再び現役王者が不在となった。王者不在のまま新年を迎えたのは1964年以来で、年間最優秀選手が該当者なしという結果になったのは1961年以来のことであった。日本のプロボクシングはかつてないスランプを迎え、この1980年代は「冬の時代」と呼ばれた。
1988年に開催された年間興行数は前年度の104から132に増えた。地域別では関東・東北82 (+3)、関西31 (+15)、中部9 (+6)、西部10 (+4) で（括弧内は前年との差）、渡辺、六車、井岡らの世界王者に加え、赤井英和、串木野純也らのスター選手を擁して人気が定着しつつあった関西では大幅な増加が見られた。1988年に開催されたタイトルマッチは世界王座戦が11試合 (+7)、東洋太平洋王座戦が6試合 (+2)、日本王座戦48試合 (+3) といずれも増加している（括弧内は前年との差）。WBA・WBCが承認した77の世界戦の開催地は米国29試合、韓国13試合、日本11試合、イタリア8試合、オーストラリア3試合、タイ2試合、メキシコ1試合で、タイには4人、メキシコには6人の世界王者が存在していたが、11月には世界王者不在となった日本に比べ、自国開催の世界戦はほとんど行われていなかった。競技人気低迷に危機感をもった全日本ボクシング協会は、1990年1月に世界挑戦資格に「指名試合をクリアした日本王者」との条件を加えている。

## 競技人気復興への道のり
1988年11月13日に井岡が王座を失ってから1990年2月6日まで1年3か月にわたって日本の世界王者は誕生せず、バブル期にあった日本の経済力を背景に世界戦が濫発されたが、挑戦者は次々に敗退し、ウィルフレド・バスケス 対 六車戦の引き分けを皮切りに世界挑戦21連続失敗という記録を作る結果となった。しかし、金容江 対 レパード玉熊戦、カオサイ・ギャラクシー 対 松村謙二戦、ファン・マルチン・コッジ 対 平仲伸章（後の平仲明信）戦などの激戦があり、1988年の新人王戦に登場した鬼塚勝也、ピューマ渡久地、ウェルター級やジュニアミドル級で国内選手を圧倒した吉野弘幸、上山仁、デビューしたばかりの辰吉丈一郎らの次世代が育ちつつあったこと、さらに大橋秀行と高橋ナオトの存在で見通しは明るくなっていった。
1990年代
高橋はマーク堀越戦で2度目の日本の年間最高試合賞を受けるが、堀越戦や続くノリー・ジョッキージム戦の逆転劇で高橋がダメージを蓄積させていく一方で、大橋は1990年2月7日に3度目の挑戦で階級を下げて熱狂的な勝利で世界王者となり、日本ボクシング再興のきっかけをつくった。この4日後に東京ドームで行われたマイク・タイソン対ジェームス・ダグラス戦には日本ボクシング史上最多記録となる51,600人の観衆が集まり、そのアンダーカードでは高橋がジョッキージムとの再戦に負け、辰吉がプロ2戦目でKO勝利を収めていた。続いて、世界挑戦失敗経験のあるレパード玉熊、畑中清詞が再挑戦で王座を獲得したが、いずれも王座を長く保持することなく、入れ替わりに台頭してきたのが辰吉、鬼塚、ピューマ渡久地の「平成の三羽烏」（1987年には川島郭志がインターハイのフライ級で鬼塚、渡久地をそれぞれ準決勝、決勝で破って優勝し、この3人が「平成の三羽烏（高校フライ級三羽烏）」と呼ばれていた）と、1990年に協栄ジムが輸入ボクサーとして招き入れたチャコフ・ユーリ（後の勇利・アルバチャコフ）、グッシー・ナザロフ（後のオルズベック・ナザロフ）、スラフ・ヤノフスキー（日本での活動以外はヴィアチェスラフ・ヤノフスキー）ら5人のロシア人であった。辰吉がプロ8戦目で王者のギブアップを招き世界王者になると、井岡が大番狂わせの判定勝利で日本人3人目となる世界王座の2階級制覇を達成、平仲はメキシコでの初回KO勝利で世界王座奪取、前後して鬼塚・ユーリ海老原も世界王者となり、この時点で日本プロボクシング界は史上タイ記録となる5人の世界王者を擁することになった。この5人王者時代は長く続かなかったが、辰吉のカリスマ性はかつての黄金時代を超える熱狂を世界戦のすべてで引き起こした。
1993年にオルズベック・ナザロフ、薬師寺保栄、1994年に川島郭志が世界王座を獲得すると再び日本は5人の世界王者を抱えるが、このうち2人は輸入ボクサーであった（東京帝拳期待の八尋史朗は無敗のまま1993年10月WBA世界王座決定戦出場し9RTKO負け）。1994年12月4日には正規王者・薬師寺と暫定王者・辰吉の王座統一戦がかつてない社会的関心度と経済規模で行われ、勝者のみならず敗者もまた、その人気を高めることになり、プロボクシング界に計り知れない効果をもたらした。1995年には竹原慎二が日本初のミドル級世界王者に、翌年には山口圭司も世界王者になった。1997年には辰吉が王座に復帰、飯田覚士が世界王者となった。
1998年には畑山隆則がコウジ有沢の日本王座に挑戦。畑山は1年以上も前から「向こうが受けてくれるというなら、俺がテレビ局を説得してもいい」と言って有沢と対戦したい意向を示していたが、畑山がTBSの「ガッツファイティング」、有沢はフジテレビの「ダイヤモンドグローブ」の看板選手であったため、実現の見込みは薄いとされていた。しかし、両陣営はたとえノーテレビでも挙行すると決めて交渉を続け、合意に至った後で放映の折衝をプロモーターに依頼することで実現を成功させた。両者無敗のトップアイドルで史上最大のタイトルマッチと呼ばれ、同年の日本の年間最高試合となったこの試合に勝利した畑山は次戦で2度目の世界挑戦を成功させ、後に2階級制覇を果たす。畑山は試合以外での露出度も高く、坂本博之との初防衛戦をはじめとする3度の防衛戦では辰吉に匹敵する集客力を示した。
なおすなわちJBCの認定なくしては日本で「プロボクシング」のあらゆる試合は成立しない、とJBCは主張しているがルール第1条「日本ボクシングコミッション・コミッショナーは（財）日本ボクシングコミッション（以下JAPAN BOXING COMMISSION=JBC）管轄下で行われる日本での全てのプロフェッショナル・ボクシング（以下プロボクシング）試合公式試合場におけるスパーリング及び慈善試合を含む）を指揮及び監督する権能を有する。」の「JBC管轄下で行われる」の文言は1997年IBF日本活動再開時に私的独占の禁止及び公正取引の確保に関する法律（独占禁止法）の抵触回避に盛り込まれた。
1996年11月3日には、プロボクシング元世界ヘビー級チャンピオン：ジョージ・フォアマン（ アメリカ合衆国）がWBU世界ヘビー級王座の防衛戦を開催した（新日本プロモーションがJBCプロモーターライセンスを名義貸ししなかったために同非公認の興行・試合となった）。アンダーカードとしてWIBF世界スーパーウェルター級選手権試合、メアリー・アン・アルマジャー vs ヴァレリー・ヘニン戦が行われ、これが日本初の女子ボクシング世界選手権試合となる。
一方、元キックボクサーでキックボクシングジム「山木ジム」の会長であった山木敏弘が「キックボクシングの女子部門は存在するのに女子ボクシングがない」ことに疑問を持ち、女子ボクサーの育成に着手、キックからの転向組が中心となりマーシャルアーツ日本キックボクシング連盟興行内に挿入する形で女子ボクシングの試合が行われる。1997年にはそのひとりであるシュガーみゆきが日本人初の世界タイトルを獲得し話題となる。1999年には日本女子ボクシング協会が結成され、初の女子ボクシング興行が行われる。一時は150人以上の女子ボクサーが所属していた。日本女子王者も次々と誕生した。
2000年代

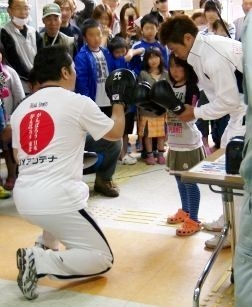
2011年5月、東北地方太平洋沖地震の被災地を慰問する長谷川穂積（右）と、その所属する真正ジムの会長でトレーナーの山下正人

キックボクシング世界王者だった土屋ジョーが谷山ジム円満退会しMA日本キック離脱し大橋ジム所属でB級テスト2000年8月1日受験し実技・スパーの相手は3年前の全日本新人王決定戦惜敗の同門の日本ランカー川嶋勝重で合格。A級昇格したが2勝2敗で引退しキック復帰。
2000年代の前半は、K-1、PRIDEといった総合格闘技が人気を集め、相対的にボクシングの人気は低迷していた。しかし、後半になるとK-1、PRIDEの自滅もあり（K-1#体制の混乱およびPRIDE (格闘技イベント)#地上波放送を参照）、代わって頻繁にメディア露出を行っていた亀田興毅や辰吉に勝利して以降長期政権を築いたウィラポンを打破した長谷川穂積などの活躍などにより人気を回復していった。
2008年に日本ボクシングコミッション (JBC) が女子の試合を認可すると、「一国一コミッション」の原則を遵守するため、コミッションを兼ねていた日本女子ボクシング協会は発展的解消しJBCに合流し同主管の山木ジムは加盟金免除で東日本協会特殊加盟した。
2009年11月29日開催の内藤大助 対 亀田興毅戦の平均視聴率は、関東地区、関西地区ともにが43.1パーセントで、1977年9月以降のプロボクシング中継では2位を記録している。1位は1978年5月7日に行われた具志堅用高 対 ハイメ・リオス戦の43.2パーセントで、この具志堅戦の平均視聴率は1959年以降のプロボクシング中継の記録では19位である。
2008年5月19日に小堀佑介（角海老）がWBA世界ライト級王者ホセ・アルファロから王座KO奪取した試合が同年の日本ボクシングの年間最高試合に選ばれた。
2009年5月26日にディファ有明でWBC世界フライ級タイトルマッチ、5連続防衛目指すチャンピオン内藤と熊朝忠戦が開かれたが、当初中国で予定していたこの試合が開催不可能になり、急遽ディファ有明にて特例でワンマッチ興行となった。
2010年代

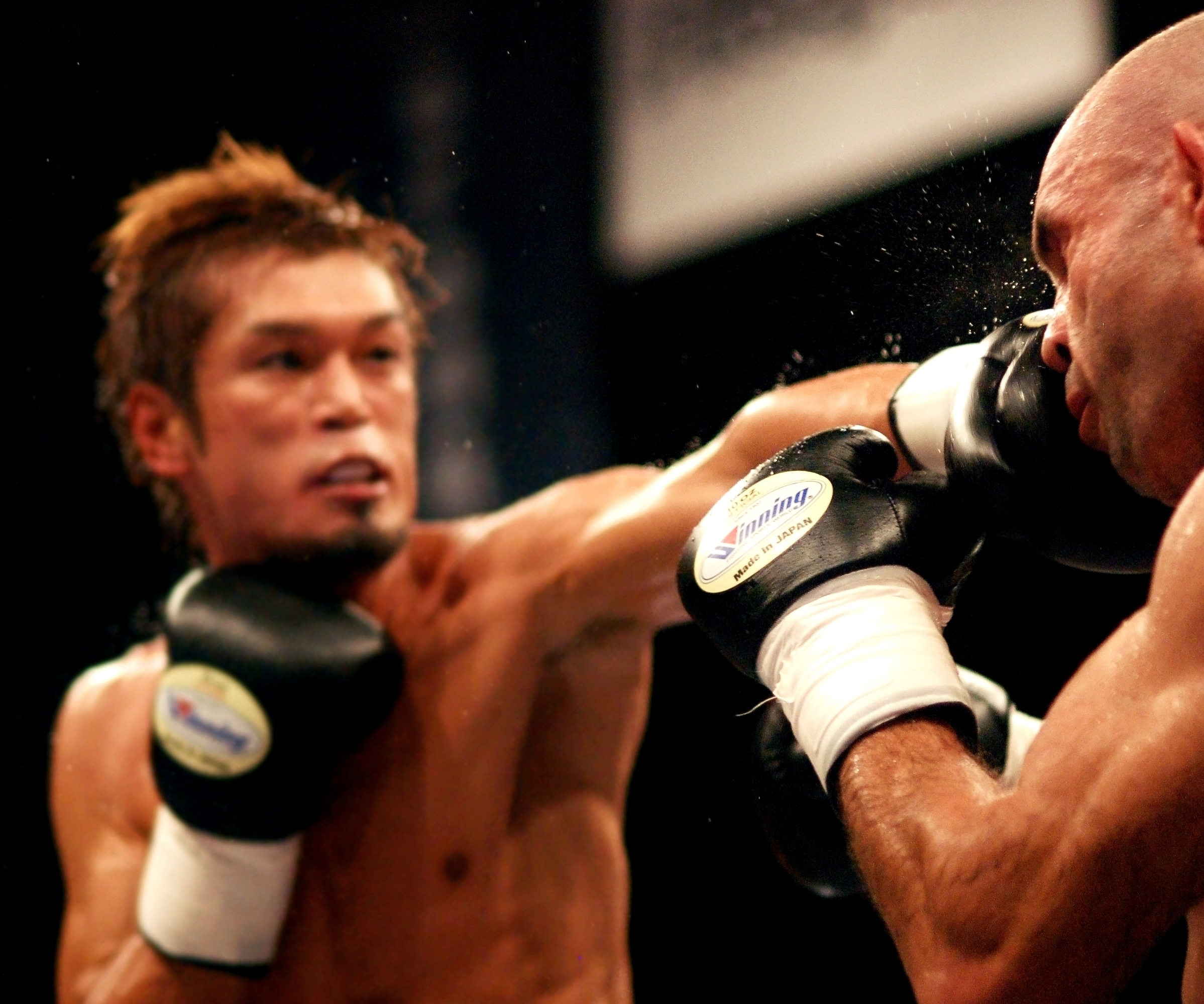
2010年10月、メキシコ・テピクでの石田順裕（左）対リゴベルト・アルバレス戦の様子

西岡利晃は2009年と2011年にそれぞれメキシコ、米国で世界王座を防衛した。国外での2度の防衛は日本初であった。2011年4月に石田順裕が米国で期待選手のジェームス・カークランドに初回KO勝利を収めたミドル級ノンタイトルマッチは中継局のHBOを震撼させた。同年、村田諒太が世界選手権で日本人初の銀メダルを獲得している。
国際的なリングで活躍する選手が目立ち始める一方で、2012年現在、日本開催のプロの公式試合では日本人同士の対戦のほうが観客を喜ばせ、経費もかからないため、故障明けの調整試合以外で外国人選手を招聘することは少なくなっている。ボクシング人気が健在なメキシコからは高額なファイトマネーを提示されるが、オファーが来るのが3週間前だったり、日程がしばしば変更されたりするため、日本の選手は対応できないことも多い。『リング』誌の記者ダグ・フィッシャーは2012年4月、日本のプロボクサーが日本でしか試合をせずに国際的に評価されるのは難しいが、その多くはフェザー級より下の階級であり、米国のケーブルテレビは軽量級にそれほど関心を持っていないため、軽量級の日本人ボクサーは日本で試合をするほうが試合枯れすることもなく、収入面でもよいだろうと言い、ボクサーが国際的な認識を得るために、日本のプロボクシング界には「JBCがWBOとIBFを認可すること」「日本のボクシングプロモーターが国際的に通用するようなボクサーをもっとアジア圏外から招聘して日本のボクサーに挑戦させること」「日本の世界王者同士が対戦すること」という3つの条件が求められると述べている。
こうした状況の下で2011年10月に八重樫東が東京の後楽園ホールでポンサワン・ポープラムックから世界王座を奪取した試合は、国内開催の最軽量級の試合でありながら、YouTubeにアップロードされた映像を通して米国のファンやメディアに絶賛された。また、2012年6月に大阪府立体育会館で行われた井岡一翔 対 八重樫東の世界王座統一戦はKeyHoleTVを利用してリアルタイムで観戦した国外の記者たちからも、事前の大きな期待を裏切らない好試合であり将来にも期待をつなぐものとして高く評価され、2013年7月に米国で行われた荒川仁人 対 オマール・フィゲロア戦は現地をはじめとする各メディアに絶賛された。
亀田和毅が2012年4月26日、メキシコシティにおいてアブネル・マレスの王座返上に伴って設置されたWBC世界バンタム級シルバー王座決定戦にて、ハイロ・エルナンデス（メキシコ）に10回終了TKO勝ちを収めて、同王座を獲得した。尚、保持していたWBC世界ユース王座はこの試合後に返上した。また日本人初のWBCシルバー世界王者たる和毅は一度も防衛戦行わず、WBC正規世界王者山中慎介挑戦も回避しWBO王者に方向転換。JBCは非公認を姿勢を貫き日本国内で防衛戦は不可能だった。
この間、2012年のロンドンオリンピックではバンタム級代表の清水聡が銅メダルを獲得。これは日本にとって44年ぶりのメダルとなり、さらに村田諒太は48年ぶりの金メダルをミドル級で獲得した。フライ級の須佐勝明、ウェルター級の鈴木康弘は途中で敗退したものの、清水・須佐・鈴木が敗れた相手はいずれもこの大会で金メダリストとなった選手だった。日本ボクシング連盟の山根明は2011年の会長就任以来、日本アマチュアボクシングの国際化、プロ・アマチュア交流などの改革に着手していたが、この大会で日本が躍進した背景には、この改革やコーチ陣の貢献があった。産業能率大学スポーツマネジメント研究所が行った意識調査では、大会後に注目を集めた「ブレーク度」の競技部門で男子ボクシングが1位を獲得した。
2013年2月3日日本アマチュアボクシング連盟総会にて、日本のボクシング史上2人目のオリンピックのボクシング競技優勝者村田諒太のプロ転向問題を受け、プロ側と紳士協定を結ぶ必要性が話し合われた。この前日には（JBC日本ボクシングコミッションオーナーライセンス保持者で構成）東日本ボクシング協会・大橋ジム会長大橋秀行から「獲得したジムは連盟に強化費を寄付すべきだ」などと提案を受けていた。JOC（日本オリンピック委員会）からの委託金はあるものの、JOCが設置した第三者特別調査委員会の調査報告書によれば、強化費配分の基準となる2010年度の経常収益およびJOCによる2012年度の競技団体ランクでボクシング競技は五輪競技中で最低レベルの評価を受け、連盟の財政規模は5446万円程度とされており、連盟は選手育成のため合宿・海外遠征に強化費を費やしている。連盟は、国の資金で強化した選手は連盟の財産であるとして、直接勧誘の禁止、選手の引退後の生活保証などについて内規を設ける方針を示し、同年5月26日の総会でアマチュア規則細則を定めた。この細則は同年7月1日から施行されている。登録選手はあらかじめ、アマチュアボクシング憲章、倫理規定、アマチュア規則、競技規則、アマチュア規則細則に従う旨の誓約書（プロ志望届）を提出し、またプロから勧誘されたり、対価を得て競技活動したりする場合には申請書を提出して連盟の承認を得る必要がある。その後、7月11日開催の緊急執行部会で、アンダージュニア（小学生・中学生）の登録選手には誓約書の提出を求めないことを決議した。
2013年2月18日、JBCは4月1日からIBF及びWBOを承認し加盟することを発表した。
2020年代
2021年開催の東京オリンピックでは女子フェザー級代表の入江聖奈が金メダル、男子フライ級代表の田中亮明と女子フライ級代表の並木月海が銅メダルを獲得。日本の女子代表における初のメダル獲得となった。さらに同年の世界選手権で、男子フライ級の坪井智也と男子ウェルター級の岡澤セオンが日本人初の金メダルを獲得した。
2022年12月13日、WBA・WBC・IBFバンタム級王者の井上尚弥がWBO王者のポール・バトラーに勝利し、アジア人初の四団体統一王者となった。また、バンタム級で四団体統一を果たした世界初の選手となった。のちに井上はスーパーバンタム級でも世界初の四団体統一を果たし、アジア人初の2階級での四団体統一王者となった。

## プロボクシング界の危機
2011年4月以降、プロボクシング界では、JBCが怪文書を発端とする騒動の中で本部事務局長であった安河内剛に対し、降格、配置転換、懲戒解雇などの処分を下し、『ボクシング・ビート』2012年6月号が「JBC始まって以来の深刻な事態」、同8月号が「前代未聞のトラブル」と表現する事態が発生。JBCは安河内ら3名の被解雇職員が提起した日本ボクシングコミッション事件のほかにも複数の裁判を抱え、財政基盤の危機も伝えられている。

## 付表

### 主要国際大会メダリスト一覧
AIBA世界ボクシング選手権におけるメダリスト
| 名前       | 大会              | 成績     | 階級               |
| ---------- | ----------------- | -------- | ------------------ |
| 石井幸喜   | 1978 ベオグラード | 銅メダル | フライ級           |
| 川内将嗣   | 2007 シカゴ       | 銅メダル | ライトウェルター級 |
| 村田諒太   | 2011 バクー       | 銀メダル | ミドル級           |
| 坪井智也   | 2021 ベオグラード | 金メダル | フライ級           |
| 岡澤セオン | 同上              | 金メダル | ウェルター級       |

オリンピックのボクシング競技におけるメダリスト
男子
| 名前     | 大会                | 成績     | 階級       |
| -------- | ------------------- | -------- | ---------- |
| 田辺清   | 1960 ローマ         | 銅メダル | フライ級   |
| 桜井孝雄 | 1964 東京           | 金メダル | バンタム級 |
| 森岡栄治 | 1968 メキシコシティ | 銅メダル | バンタム級 |
| 清水聡   | 2012 ロンドン       | 銅メダル | バンタム級 |
| 村田諒太 | 2012 ロンドン       | 金メダル | ミドル級   |
| 田中亮明 | 2020 東京           | 銅メダル | フライ級   |

最初の3人のオリンピックメダリスト、田辺清（中央大学）・桜井孝雄（中央大学）・森岡栄治（近畿大学）はいずれも大学在学中のメダル獲得であったが、清水・村田はそれぞれ自衛隊体育学校所属、東洋大学職員としてメダリストとなった。ボクシングに限らず競技全体として、オリンピックの日本選手団全選手に占める学生選手の割合は戦後、減少を続け、学校施設でのスポーツ以外に企業スポーツやプロスポーツが盛んになる中でスポーツは学生主体のものではなくなり、2000年代以降は室伏広治や杉林孝法のように学生（室伏・杉林は大学院生）で企業にも所属する選手や、プロ契約する選手が増えている。大会後に村田はアマチュアボクシングの将来について、選手が大学卒業後にもアマチュア競技を続けていける環境の必要性を説き、連盟の改革に沿って選手らが実績を上げれば、アマチュアボクシング選手が自体校以外にも、企業や大学に所属しながら活躍できる環境が整備されていくのではないかと話している。田中は中京高校教諭で同校のボクシング部監督を務めている。
女子
| 名前     | 大会      | 成績     | 階級       |
| -------- | --------- | -------- | ---------- |
| 並木月海 | 2020 東京 | 銅メダル | フライ級   |
| 入江聖奈 | 2020 東京 | 金メダル | フェザー級 |

日本女子代表は2020年東京オリンピックが初出場で2個のメダルを獲得。並木は日本体育大学学生、入江は自衛隊体育学校に所属。

### 観客動員数ランキング
| 年月日         | カード                                                | 会場                     | 観客（人） |
| -------------- | ----------------------------------------------------- | ------------------------ | ---------- |
| 1990年2月11日  | マイク・タイソン vs. ジェームス・ダグラス             | 東京ドーム               | 51,600     |
| 1988年3月21日  | マイク・タイソン vs. トニー・タッブス                 | 東京ドーム               | 51,000     |
| 1952年5月19日  | ダド・マリノ vs. 白井義男                             | 後楽園球場               | 45,000     |
| 2024年5月6日   | 井上尚弥 vs. ルイス・ネリ                             | 東京ドーム               | 43,000人   |
| 1953年5月18日  | 白井義男 vs. ダニー・カンポ                           | 後楽園球場               | 38,000     |
| 1953年10月27日 | 白井義男 vs. テリー・アレン                           | 後楽園球場               | 35,000     |
| 1954年5月24日  | 白井義男 vs. レオ・エスピノサ                         | 後楽園球場               | 30,000     |
| 1999年8月29日  | ウィラポン・ナコンルアンプロモーション vs. 辰吉丈一郎 | 大阪ドーム               | 27,000     |
| 1952年11月15日 | 白井義男 vs. ダド・マリノ                             | 後楽園球場               | 25,000     |
| 1959年11月5日  | パスカル・ペレス vs. 矢尾板貞雄                       | 扇町プール               | 22,000     |
| 2019年11月7日  | 井上尚弥 vs. ノニト・ドネア                           | さいたまスーパーアリーナ | 22,000     |
| 2009年11月29日 | 内藤大助 vs. 亀田興毅                                 | さいたまスーパーアリーナ | 21,000     |
| 1954年11月26日 | 白井義男 vs. パスカル・ペレス                         | 後楽園球場               | 20,000     |
| 1960年8月29日  | デビー・ムーア vs. 高山一夫                           | 後楽園球場               | 20,000     |
| 2001年7月1日   | 畑山隆則 vs. ジュリアン・ロルシー                     | さいたまスーパーアリーナ | 20,000     |
| 1960年5月23日  | ジョー・ベセラ vs. 米倉健志                           | 後楽園球場               | 17,000     |
| 1996年3月3日   | ダニエル・サラゴサ vs. 辰吉丈一郎                     | 横浜アリーナ             | 17,000     |
| 1998年8月23日  | 辰吉丈一郎 vs. ポーリー・アヤラ                       | 横浜アリーナ             | 17,000     |
| 2022年6月7日   | 井上尚弥 vs. ノニト・ドネア                           | さいたまスーパーアリーナ | 17,000     |
| 1975年10月12日 | アレクシス・アルゲリョ vs. ロイヤル小林               | 蔵前国技館               | 16,000     |
| 2000年10月11日 | 畑山隆則 vs. 坂本博之                                 | 横浜アリーナ             | 16,000     |

※1952年以降の国内試合における観客動員数。2001年までの記録は『日本プロボクシング史』 2002, p. 291による。

### 映像資料
1. ↑  HBO Boxing: Days - Portrait Of A Fighter - James Kirkland (石田戦までの2日間を追ったカークランドのドキュメンタリー番組) (英語). HBO公式YouTubeチャンネル. 8 March 2012.  石田対カークランド 8:04. 2012年6月25日閲覧。
2. ↑  Boxing Men's Bantam (56kg) Semifinals - Great Britain v Japan Replay - London 2012 Olympic Games (準決勝・試合全容) (英語). IOC（国際オリンピック委員会）の公式YouTubeチャンネル. 10 August 2012. 2012年8月21日閲覧。
3. ↑  Boxing Men's Bantam (56kg) Finals Bout - Great Britain GOLD - London 2012 Olympic Games Highlights (表彰式抜粋) (英語). IOCの公式YouTubeチャンネル. 12 August 2012.  該当時間: 1:29. 2012年8月21日閲覧。
4. ↑  Boxing Men's Middle (75kg) - Gold Medal Final - Brazil v Japan Full Replay - London 2012 Olympics (決勝・試合全容) (英語). IOCの公式YouTubeチャンネル. 11 August 2012. 2012年8月21日閲覧。
5. ↑  Boxing Men's Middle (75kg) Finals Bout - Japan GOLD - London 2012 Olympic Games Highlights (試合・表彰式抜粋、インタビュー) (英語). IOCの公式YouTubeチャンネル. 12 August 2012. 2012年8月21日閲覧。

### 補足
1. ↑  正確な表記は「」である。

### アマチュアボクシング関連
- 日本ボクシング連盟の公式ウェブサイト

### プロボクシング関連
- 日本ボクシングコミッションの公式ウェブサイト
- 日本プロボクシング協会の公式ウェブサイト